# Zawiśle (Bydgoszcz)

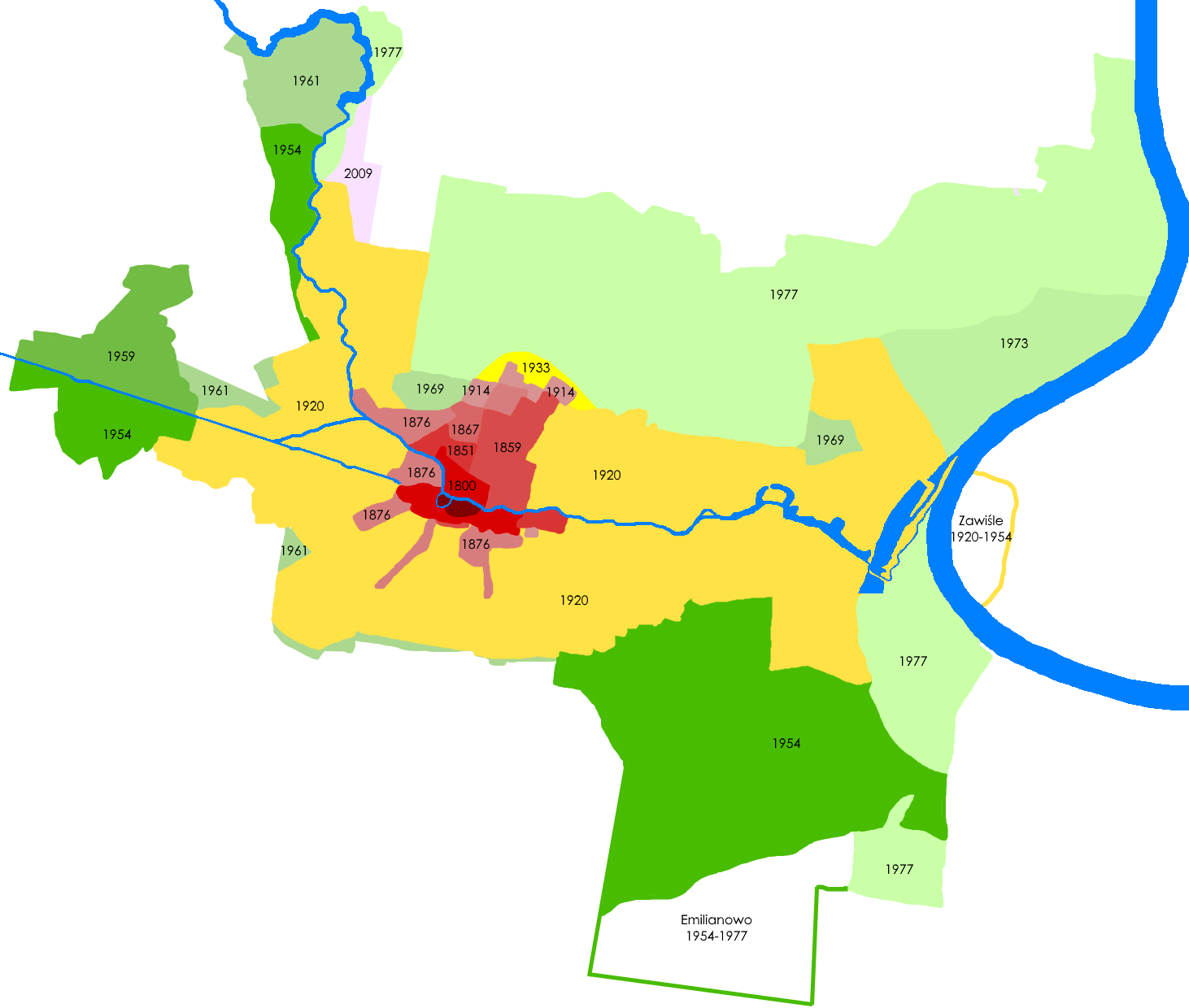
Zawiśle (z prawej) na mapce rozwoju terytorialnego Bydgoszczy

Zawiśle – enklawa terenu po prawej stronie Wisły, w latach 1920-1940 i 1945-1954 w obrębie terytorium miasta Bydgoszczy. Mieści starorzecza Wisły oraz dawną osadę Kępę Zamkową (niem. Schloss Kempe). Związki tego terenu z Bydgoszczą są spuścizną zmian struktury przestrzennej Wisły od XV w. oraz granic gminy Fordonek z okresu pruskiego.

## Położenie
Zawiśle położone jest obecnie w gminie Dąbrowa Chełmińska, powiecie bydgoskim, około 2 km na południe od mostu fordońskiego przez Wisłę. Miejscowość zlokalizowana jest na terasach: zalewowej i nadzalewowej w obrębie bydgoskiego zakola Wisły. Leży naprzeciw grodziska Wyszogród.

## Historia
Po odzyskaniu niepodległości przez Polskę, w kwietniu 1920 roku do Bydgoszczy włączono 18 gmin podmiejskich, powiększając ośmiokrotnie obszar miasta. Ustalenie nowych granic przesunęło Bydgoszcz znad Brdy na wschód do Wisły, zwiększając obszar miejski z 845 ha do 6533 ha. Na prawym brzegu Wisły do terytorium Bydgoszczy należała enklawa Zawiśle o powierzchni 198,5 ha, która leżała na zachodnim skraju historycznej Ziemi Chełmińskiej, podczas gdy pozostała część miasta, aż do 1938 roku znajdowała się w województwie poznańskim i na historycznych Północnych Kujawach.
Zawiśle obejmowało słabo zaludniony teren we „wnętrzu” bydgoskiego zakola Wisły, oddzielony od Małej Kępy (w okresie zaborów zwanej Klein Kaempe) poprzez tzw. Kępę Kruszkową (niem. Kruschken Kaempe). Na terenie tym znajdowały się przybrzeżne łąki, bagna, zwarte krzaki, tereny leśne i osada Kępa Zamkowa (niem. Schloss Kaempe) złożona z kilku zabudowań, która od 1382 roku (pierwsza lokacja Fordonu) wchodziła w skład uposażenia fordońskiego wójtostwa. W XV-XVIII wieku Kępa była wyspą na Wiśle oddzieloną od lądu na wschodzie wąską odnogą rzeki. Później wskutek pracy nurtu Wisły, która miała charakter roztokowy, częściowo anastomozujący, odnoga ta uległa zamuleniu i osuszeniu, a Zawiśle stało się terytorium związanym strukturalnie z prawobrzeżem Wisły. W okresie zaborów należało do gminy Fordonek (niem. Deutsch Fordon) i w związku z tym było prawobrzeżną enklawą powiatu bydgoskiego, rejencji bydgoskiej i Prowincji Poznańskiej, która widnieje na mapach powiatu z 1876, 1909 i 1913 roku. Z tego powodu też teren ten wyodrębniony administracyjnie jako część Fordonka z okresu pruskiego, pozostawiono związany administracyjnie z Bydgoszczą w okresie międzywojennym.
Budynki Kępy Zamkowej przed regulacją Wisły położone były tuż przy brzegu rzeki, który od 1882 roku poddawano regulacji poprzez ujęcie systemem ostróg. W ciągu kilkudziesięciu lat brzeg uległ wyprostowaniu wskutek zamulenia i zlądowienia obszarów w przestrzeniach między brzegiem a linią regulacyjną, a Kępę Zamkową od brzegu oddzielił pas zlądowionego obszaru. Bydgoskie Zawiśle, położone naprzeciw Brdyujścia, administracyjnie przyporządkowane było terytorium Fordonka. W okresie okupacji niemieckiej przeprowadzono korektę granic miasta, w wyniku której wyłączono z Bydgoszczy część terenów leśnych Czyżkówka i Jachcic oraz cały Fordonek i w związku z tym także Zawiśle. Po II wojnie światowej polskie władze przywróciły stan granic z 1939 roku.
Podczas pierwszej powojennej zmiany granic administracyjnych miasta, uchwałą Prezydium Wojewódzkiej Rady Narodowej w Bydgoszczy z dnia 5 października 1954, Zawiśle wyłączono z miasta, przekazując je gromadzie Ostromecko (w 1959 włączone do gromady Dąbrowa Chełmińska, od 1975 gmina Dąbrowa Chełmińska). W czasie kolejnych korekt granic (1959, 1961, 1969, 1973, 1977), Bydgoszcz oparła się o Wisłę na wschodzie na długości 14 km, jednak Zawiśle pozostawiono poza obszarem administracyjnym miasta. W latach 80. XX w. w pasie szuwarów nad Wisłą w obrębie Zawiśla i Małej Kępy planowano utworzenie rezerwatu ornitologicznego Mała Kępa Ostromecka.
Wschodnim skrajem granic Zawiśla prowadzi  pieszy szlak turystyczny im. Krystyny Wyrostkiewicz (1940-1999), profesora dr hab. ATR, kierownika Pracowni Metod Ochrony Roślin, prezesa i wiceprezesa Oddziału Miejskiego PTTK w latach 1981-1985 i 1994-1999), prezesa Klubu Turystów Górskich (1971-1984) i wiceprezesa Klubu Wysokogórskiego (1984-1999).